# Окситанский язык
Оксита́нский язы́к, провансальский язык (окс. occitan, óucitan, произносится [u(t)siˈtaⁿ, u(t)siˈtɔ, ukʃiˈtɔ], также окс. lenga d'òc, [ˈleŋɡɔ ˈðɔ(k)]; фр. occitan, langue d’oc) — язык коренного населения Окситании, юга Франции, ряда сопредельных районов Испании и Италии, а также частично Монако. Варианты названий: провансальский (provençal, proençal), лимузенский (lemozì), язык ок (lenga d’oc, фр. langue d'oc), романский (roman), язык трубадуров. Российские романисты относят окситанский язык к галло-романской подгруппе романской группы индоевропейской семьи языков. Некоторые исследователи (А. Кун, Г. Рольфс, В. Гарсия де Диего) выделяют особую пиренейскую группу романских языков, к которой относят окситанский, каталанский, гасконский и арагонский языки. Другие лингвисты относят окситанский вместе с каталанским к окситано-романской подгруппе. Представлен рядом диалектов и говоров, подразделяемых на северную и южную группы.

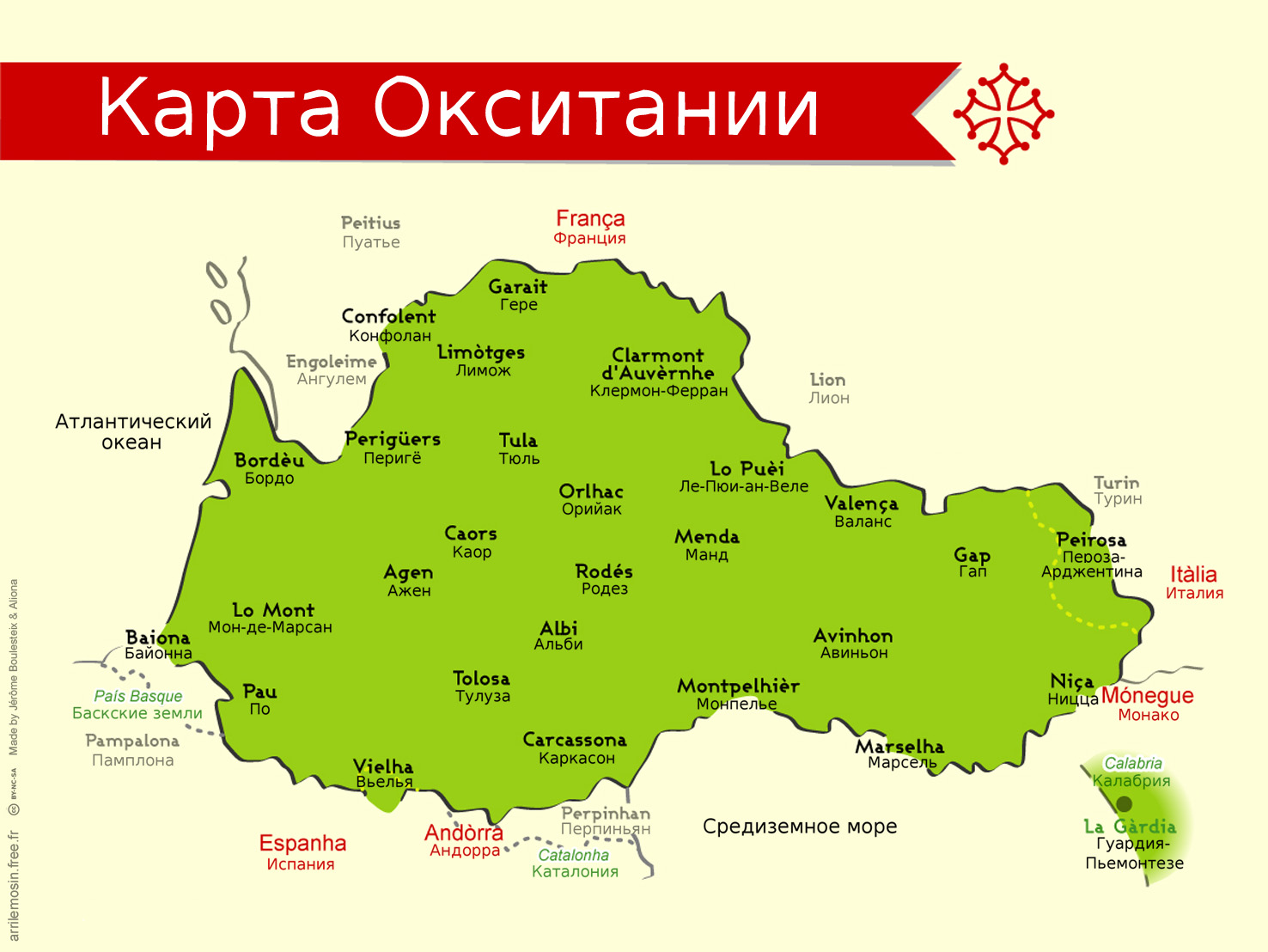
Окситания

В настоящее время окситанский язык в повседневной жизни используют около двух миллионов человек.

## Происхождение названия и история
Наиболее древнее название языка — «провансальский язык» — образовано от названия римской провинции: лат. Provincia (Romana). Данное понятие сохранилось как топоним одной из исторических областей распространения окситанского языка — Прованса. Название «окситанский» обусловлено тем, что слово «да» в окситанском звучит как «ок». Поэтому Южная Франция — регион распространения окситанского языка в XIII—XIX веках — была также известна как Лангедок, то есть «[земля] язык[а] ок», а язык назывался langue d’oc, в отличие от langue d’oil, то есть французского языка (от провансальского ос — «да» и старофранцузского oil — «да»). Термин «окситанский язык» (лат. lingua occitana) появился в латинских документах Парижской канцелярии XIV века, ставший в настоящее время наиболее распространённым наименованием языка Южной Франции.
В эпоху Средних веков (между XI и XIII веками) была создана богатая провансальская литература. Так как самые известные трубадуры происходили из исторической области Лимузен, термин «лимузенский» относился прежде всего к поэтическому языку трубадуров. Для Данте языком южнофранцузской литературной традиции был язык ок. В XVIII веке язык средневековой провансальской поэзии называли «языком трубадуров». Окситанский язык также являлся языком законодательства и юриспруденции.
В 1539 году король Франции Франциск I сделал французский язык официальным языком всего королевства. После Великой французской революции во Франции началась политика вытеснения всех остальных языков французским (см. Бергонья). В 1951 году был принят закон Дексона, по которому провансальский язык был включён в состав местных языков и говоров, что позволяло вводить его в качестве факультативного в учебных заведениях. Однако социальные функции этого языка так и остались ограниченными повседневно-бытовой сферой.
В 1982 году во Франции было официально признано существование «коренных этнических меньшинств», их языков и культур, после чего в школах было введено изучение окситанского и других «коренных этнических» языков (корсиканского, бретонского, каталанского, баскского, фламандского и эльзасского), созданы «этнические» программы на радио, стало активно развиваться книгоиздательство на «коренных этнических» языках (в том числе на окситанском).
Литературный провансальский язык существует, по некоторым предположениям, с X века. В XII—XIII веках поэзия провансальских трубадуров широко известна в Северной Франции, Италии, Испании и Германии. Литературный провансальский язык этого периода (язык поэзии и прозы) — койне, отличается наличием более или менее единых норм. К середине XVI века провансальский язык выступает как административно-деловой язык. С потерей политической независимости Южной Франции общность норм литературного языка нарушается, в нём появляются диалектные черты. Делались попытки возрождения общепровансальского литературного языка. Наиболее удачная попытка фелибров (вторая половина XIX века) создать новопровансальский литературный язык на базе прованского диалекта (Ронский говор) с использованием ресурсов старопровансальского литературного языка. Движение фелибров возглавлял Фредерик Мистраль, язык произведений которого стал нормой этого языка.
К концу XIX века возник «окситанский» вариант новопровансальского литературного языка на более широкой диалектной основе. Некоторые черты в области фонетики и морфологии сближают провансальский язык с иберороманскими языками: щелевые b, апикальное r, сохранение l’; развитая глагольная флексия. В старопровансальском языке сохранились 2 падежа (именительный и косвенный). Диалекты провансальского языка используются в качестве языка устного общения, особенно в сёлах, и интенсивно вытесняются французским языком.
14 марта 2007 года код ISO 639-3 провансальского диалекта был объединён с кодом окситанского языка в oci.

## Правовой статус
- Официальный язык в Каталонии (под названием аранский язык)[7].
- Имеет юридический статус в Италии.
- Статус поощряемого языка во Франции.
- Не имеет юридического статуса в Монако.

## Диалекты

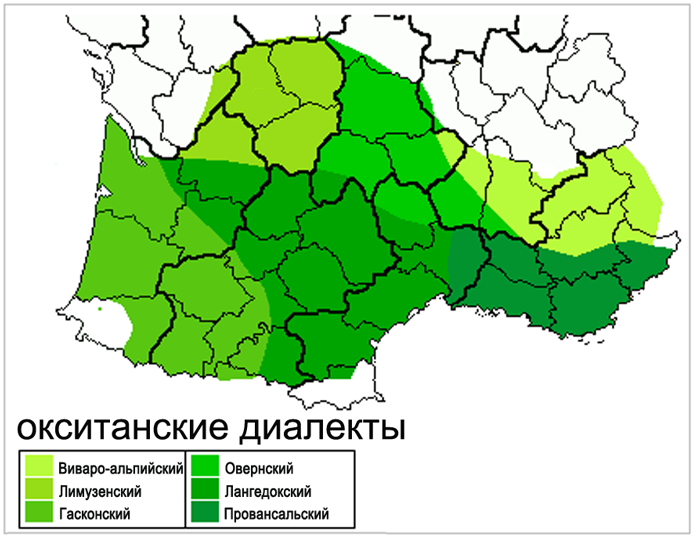
Карта распространения диалектов окситанского языка

Диалекты окситанского языка объединяются в три группы:
- северноокситанская:
  - лимузенский (лимузинский);
  - овернский;
  - виваро-альпийский (альпийско-прованский).
- южноокситанская (среднеокситанская):
  - лангедокский;
  - провансальский.
- гасконская.

В некоторых классификациях диалектов «сторонники включения в окситанский ареал гасконского языка/диалекта выделяют внутри южной группы аквитанскую подгруппу с гасконским и беарнским». Нередко гасконский диалект на основании специфических типологических характеристик рассматривается как самостоятельный язык.
Фонетически сохраняют конечные безударные гласные i, е, о (u) и дифтонгические сочетания типа ai, oi, au. Обладают сильно развитой системой глагольных флексий. Категория рода и числа существительных выражается артиклем и местоименными прилагательными, как и в современном французском языке.

## Сравнительный фрагмент текста
Lou mège de Cucugnan Жозефа Руманиля:
| Окситанский (Мистралева орфография) | Окситанский (классическая орфография) | Французский |
| --- | --- | --- |
| Lou mège de Cucugnan Èro un medecin que n’en sabié long, car n’avié forço aprés; e pamens, dins Cucugnan, ounte despièi dous an s’èro establi, i’avien pas fe. Que voulès? toujour lou rescountravon em’ un libre à la man, e se disien, li Cucugnanen: — Saup rèn de rèn, noste mège; fèbre countùnio legis. S’estùdio, es pèr aprendre. S’a besoun d’aprendre, es que saup pas. Se saup pas, es un ignourènt. Poudien pas li leva d’aqui, e… i’avien pas fe. Un mège sènso malaut es un calèu sènso òli. La fau pamens gagna, la vidasso, e noste paure mesquin gagnavo pas l’aigo que bevié. | Lo mètge de Cucunhan Èra un medecin que ne’n sabiá lòng, car n’aviá fòrça aprés; e pasmens, dins Cucunhan, Onte despuei dos an s’èra establit, li avián pas fe. Que volètz? totjorn lo rescontravan amb un libre a la man, e se disián, lei Cucunhanencs: — Saup ren de ren, nòste mètge; fèbre contúnia legís. S’estúdia, es per aprendre. S’a besonh d’aprendre, es que saup pas. Se saup pas, es un inhorent. Podián pas li levar d’aquí, e… li avián pas fe. Un mètge sensa malaut es un calèu sensa òli. La fau pasmens ganhar, la vidassa, e nòste paure mesquin ganhava pas l’aiga que beviá. | Le médecin de Cucugnan C'était un médecin qui savait beaucoup de choses, il y avait beaucoup étudié ; et pourtant, à Cucugnan, où depuis deux ans il s'était établi, on n’avait pas confiance en lui. Que voulez-vous ? On le rencontrait toujours avec un livre à la main et les Cucugnanais se disaient alors : — Il ne sait absolument rien, notre médecin; il lit continuellement. S’il étudie, c’est pour apprendre. S’il a besoin d’apprendre, c’est qu’il ne sait pas. S’il ne sait, c’est un ignorant. On ne pouvait pas les faire changer d’avis, et … ils ne lui faisaient pas confiance. Un médecin sans malade c’est comme une lampe sans huile. Il faut pourtant bien la gagner, cette misérable vie, et notre pauvre ami ne gagnait même pas l’eau qu’il buvait. |

## Окситанская Википедия
Существует раздел Википедии на окситанском языке («Окситанская Википедия»), первая правка в нём была сделана в ? году. По состоянию на 10:10 (UTC) 16 июля 2025 года раздел содержит 89 925 статей (общее число страниц — 165 762); в нём зарегистрировано 58 754 участника, 4 из них имеют статус администратора; 93 участника совершили какие-либо действия за последние 30 дней; общее число правок за время существования раздела составляет 2 464 631.